# About you now (Sugababes)
About You Now is een nummer van de Sugababes, uitgegeven als eerste single van hun vijfde album Change. Het nummer werd een nummer 1-hit in het Verenigd Koninkrijk, Estland, Hongarije, Kroatië en Slovenië en bereikte in meer dan acht landen, waaronder Nederland de top twintig.

## Achtergrondinformatie
De radio edit werd het eerst gedraaid op BBC Radio 1 op 14 augustus 2007. Het nummer is een combinatie van pop, rock en electro, net als andere nummers geproduceerd door Dr. Luke. About You Now werd goed ontvangen door de critici en de fans.
Het nummer kwam in zijn eerste week in de Britse UK Singles Chart op nummer 36 te staan maar steeg later in een klap op de nummer 1-plaats. Hiermee werd About You Now het nummer met de grootste stijging in de Britse geschiedenis. Het overtrof tevens hun vorige succeshit Push the Button die één week minder op nummer 1 bleef. In Nederland en in België scoorde Push the Button veel hoger.
De albumversie van het nummer, gebruikt in de videoclip, is langer dat de radio edit, en bevat een extra couplet van Amelle en een extra bridge van Keisha.
Tijdens het Gouden Televizier-Ring Gala in 2007 traden de Sugababes op met dit nummer.

## Videoclip
De videoclip van het nummer werd geregisseerd door Marcus Adams en gemaakt op 24 augustus 2007. in Waterloo, Londen. Beelden van de clip waren de dag erna al te bekijken op internet, maar pas op 6 september was de gehele clip op internet te zien. De clip is opgedragen aan Tim Royes, de regisseur van de clips voor Red Dress en Easy, die overleed in augustus 2007.

## Hitnotering
| About You Now in de Nederlandse Top 40 - binnen: 27 oktober 2007 | About You Now in de Nederlandse Top 40 - binnen: 27 oktober 2007 | About You Now in de Nederlandse Top 40 - binnen: 27 oktober 2007 | About You Now in de Nederlandse Top 40 - binnen: 27 oktober 2007 | About You Now in de Nederlandse Top 40 - binnen: 27 oktober 2007 | About You Now in de Nederlandse Top 40 - binnen: 27 oktober 2007 | About You Now in de Nederlandse Top 40 - binnen: 27 oktober 2007 | About You Now in de Nederlandse Top 40 - binnen: 27 oktober 2007 | About You Now in de Nederlandse Top 40 - binnen: 27 oktober 2007 | About You Now in de Nederlandse Top 40 - binnen: 27 oktober 2007 | About You Now in de Nederlandse Top 40 - binnen: 27 oktober 2007 | About You Now in de Nederlandse Top 40 - binnen: 27 oktober 2007 | About You Now in de Nederlandse Top 40 - binnen: 27 oktober 2007 |
| Week                                                             | 1                                                                | 2                                                                | 3                                                                | 4                                                                | 5                                                                | 6                                                                | 7                                                                | 8                                                                | 9                                                                | 10                                                               | 11                                                               |                                                                  |
| ---------------------------------------------------------------- | ---------------------------------------------------------------- | ---------------------------------------------------------------- | ---------------------------------------------------------------- | ---------------------------------------------------------------- | ---------------------------------------------------------------- | ---------------------------------------------------------------- | ---------------------------------------------------------------- | ---------------------------------------------------------------- | ---------------------------------------------------------------- | ---------------------------------------------------------------- | ---------------------------------------------------------------- | ---------------------------------------------------------------- |
| Nummer                                                           | 32                                                               | 24                                                               | 18                                                               | 18                                                               | 25                                                               | 25                                                               | 27                                                               | 30                                                               | 32                                                               | 37                                                               | 40                                                               | uit                                                              |